# زیفیر
زیفیر (روسی: зефи́р) نوعی شیرینی سبک است که از هم زدن پوره میوه (غالباً سیب) و سفیده تخم‌مرغ و سپس افزودن یک ماده غلظت‌دهنده مانند پکتین، کاراگینان، آگار یا ژلاتین ساخته می‌شود. این شیرینی بیشتر در کشورهای اتحاد جماهیر شوروی سابق تولید می‌شود. نام زیفیر از خدای یونانی، زفوروس، که نماد باد سبک غربی است گرفته شده‌است و اشاره به بافت ابری و سبک این شیرینی دارد.